# Сигелар, Сара
Сара Сигелар (нидерл. Sarah Siegelaar, род.04 октября 1981) — голландская спортсменка, гребчиха, призёр кубка мира по академической гребле и Летних Олимпийских игр 2008, 2012 года.

## Биография
Сара Сигелар родилась 04 октября 1981 года в Хемстеде, провинция Северная Голландия. Профессиональную карьеру гребца начала с 1999 года. Тренируется в составе клуба «Nereus ASRV», Амстердам. Первые соревнования на международной арене в которых Сигелар приняла участие был I этап кубка мира по академической гребле 2002 года в Хазевинкеле, Бельгия (2002 WORLD ROWING CUP I). В группе H1 во время квалификации Сигелар вместе с Аннемик де Хан в заплыве двоек парных не вышли на старт.
Успешным для Сигелар стало выступление на III этапе кубка мира по академической гребле 2003 года в Люцерне. Будучи в составе голландской команды, в заплыве четверок она смогла принести сборной Нидерландов серебряную медаль. С результатом 06:33.990 голландские гребцы заняли второе место, уступив первенство и золотые медали соперницам из Австралии (06:30.740 — 1е место), но обогнав сборную Германии (06:34.060 — 3е место).
На Летних Олимпийских играх 2008 года в Пекине Сигелар отправилась в составе голландской команды восьмёрок. С результатом 06:07.220 они завоевали серебро и уступили первенство соперницам из США (06:05.340 — 1е место).
В 2012 году во время Летних Олимпийских играх в Лондоне голландская восьмёрка, в составе который была Сигелар с результатом 6:13.12 заняли треть место, уступив первенство командам из Канады (6:12.06 — 2е место) и США (6:10.59 — 1е место).